# Шехан Карунатілака
Шеха́н Карунатіла́ка (Shehan Karunatilaka, синг. சேகன் கருணாதிலக; *1975, Галле, Шрі-Ланка) — ланкійський письменник, відомий своїми романами «Китаєць: Легенда про Прадіпа Метью» (Chinaman: The Legend of Pradeep Mathew, 2010, премія Співдружності, премія DSC, премія Граціана / Gratiaen Prize) та «Сім місяців Маалі Алмейди» (The Seven Moons of Maali Almeida, 2022, лауреат Букерівської премії 2022 року); живе та працює в Сінгапурі (станом на осінь 2022 року).

## З життєпису
Шехан Карунатілака народився в 1975 році в Галле на півдні Шрі-Ланки. Дитинство майбутнього письменника минуло в столиці Коломбо.
Вищу освіту здобув в Університеті Массі, Палмерстон-Норт, за напрямками англійська література та бізнес-адміністрування.
Навчався у Новій Зеландії, жив і працював у Лондоні, Амстердамі та Сінгапурі.
До публікації свого дебютного роману в 2010 році він працював у рекламі: в McCann, Iris і BBDO, а також дописував для The Guardian, Newsweek, Rolling Stone, GQ, National Geographic, Conde Nast, Wisden, The Cricketer і Economic Times. 
Також грав на бас-гітарі в складі ланкійських рок-гуртів Independent Square and Powercut Circus і Brass Monkey Band.

## З творчості
Вже перший рукопис Карунатілаки «Художник» (The Painter) потрапив до короткого списку премії Граціана, але так і не був опублікований.
Дебютний опублікований роман «Китаєць: Легенда про Прадіпа Метью» (видано власним коштом автора у 2010 році) використовує крикет як засіб для ознайомлення з історією своєї рідної країни. Книга отримала схвалення критиків, здобула чимало нагород. 21 травня 2012 року роман оголосили регіональним переможцем Книжкової премії Співдружності в Азії, а згодом він отримав повну Книжкову премію Співдружності, оголошену 8 червня того ж (2012) року; також у романа та його автора премія DSC з літератури Південної Азії 2012 року та премія Граціана 2008 року. Широко розрекламована й надрукована в Індії та Великій Британії, книга була визначена британським книготорговцем Waterstones як один із найкращих дебютів 2011 року, а також увійшла до короткого списку премії Shakti Bhatt First Novel Prize. 2015 року був опублікований сингальський переклад роману. У квітні 2019 року профільне ЗМІ Wisden визнало твір одним з найкращих в історії про крикет.
Другий роман Карунатілаки «Чат з мертвяком» (Chats with the Dead), — чорна комедія про привидів, опублікувало видавництво Penguin India у 2020 році.
Книгу «Сім місяців Маалі Алмейди», опублікувало в серпні 2022 року видавництво Sort of Books, вона здобула Букерівську премію 2022 року, про що було оголошено на церемонії в The Roundhouse у Лондоні 17 жовтня 2022 року.  Журі відзначило, що роман «піниться енергією, о́бразами та ідеями на тлі широкого, сюрреалістичного бачення громадянських воєн у Шрі-Ланці. Хитро, до злості комічно».
Шехан Карунатілака — також автор дитячої книги «Будь ласка, не клади це в рот» (Please Don't Put That In Your Mouth, 2019).
У 2013 році, даючи інтерв'ю The Nation, Карунатілака, відповідаючи на питання, хто є його натхненниками і чий вплив він відчуває, зазначив: «Курт Воннегут, Вільям Голдман, Салман Рушді, Майкл Ондатже, Агата Крісті, Стівен Кінг, Ніл Ґейман, Том Роббінс та кілька сотень інших». Також він писав і говорив про свою одержимість рок-групою The Police протягом усього життя.
У 2022 році Карунатілака працював над ще 2 дитячими книгами, збіркою оповідань, і висловив сподівання  розпочати роман, який, «надіюся, не займе 10 років».
Бібліографія
- Chinaman: The Legend of Pradeep Mathew] (2010), роман
- Please Don't Put That In Your Mouth (2019), дитяча книга
- Chats with the Dead (Penguin India, 2020), роман
- The Seven Moons of Maali Almeida (Sort of Books, 2022), роман

Премії
- Премія Граціана, переможець, за Китаєць... (2008)
- Книжкова премія Співдружності, переможець, за Китаєць... (2012)
- Премія DSC з літератури Південної Азії, переможець, за Китаєць... (2012)
- Букерівська премія, переможець, за «Сім місяців Маалі Алмейди» (2022).